# Ulrich Weiß (Regisseur)
Ulrich Weiß (* 2. April 1942 in Wernigerode; † 3. Mai 2022) war ein deutscher Filmregisseur und Drehbuchautor.

## Leben und Wirken
Weiß besuchte von 1948 bis 1956 die Grundschule und von 1956 bis 1960 die Erweiterte Oberschule in Klingenthal. Zwischen 1960 und 1963 wurde er in Limbach-Oberfrohna zum Fotografen ausgebildet. 1963/64 arbeitete er als Betriebsfotograf bei der SDAG Wismut in Karl-Marx-Stadt (Chemnitz).
1964 wurde er Kameraassistent beim Deutschen Fernsehfunk der DDR. 1965 bis 1968 studierte er an der Hochschule für Film und Fernsehen Potsdam zunächst Fachrichtung Kamera, dann Regie und machte 1970 hier seinen Abschluss. 1971 wurde Weiß Regisseur am DEFA-Studio für Kurzfilme in der von Karl Gass geleiteten Gruppe Effekt. Er drehte unter anderem einen Film über die Zensur um Eisensteins Panzerkreuzer Potemkin in der Weimarer Republik.
Ab 1976 war er Gastregisseur und ab 1982 fest angestellt beim DEFA Studio für Spielfilme. Tambari nach dem Kinderbuch von Benno Pludra wurde sein Spielfilmdebüt, und mit Blauvogel inszenierte er einen Indianerfilm. Dein unbekannter Bruder von 1982 hatte den gleichnamigen Roman von Willi Bredel zum Vorbild. Obwohl er beim Nationalen Spielfilmfestival der DDR dafür eine Anerkennung „für die Bemühungen des Regisseurs um originelle Ausdrucksmittel“ erhielt, erntete dieser Film neben Zuspruch auch regierungsseitig Kritik. Dein unbekannter Bruder „war der umstrittenste, am heftigsten debattierte und zugleich ein selten gezeigter Film der Defa. […] Damit setzte Weiß einen energischen, bilderreichen Gegensatz zum in der DDR allgemein vorherrschenden Pathos des antifaschistischen Widerstands […].“ Im SED-Politbüro sprach Hermann Axen mit dem Satz „So waren wir nicht!“ „quasi ein Todesurteil über den Film. […] Der Film war zu den Filmfestspielen von Cannes eingeladen worden, die DDR-Oberen zogen ihn jedoch im letzten Moment zurück.“
Der folgende Film Olle Henry, laut Weiß ein „Liebesfilm, ein Boxfilm, ein Nachkriegsfilm, der ein Antikriegsfilm ist, der Versuch einer modernen Interpretation des Themas Mann und Frau, der Beziehung zwischen den Geschlechtern“ (U. Weiß, Filmspiegel, Nr. 12, 1983) stieß bei der Studioleitung auf Kritik. Danach wurden alle seine eingereichten Projekte abgelehnt. Nach der Wende konnte Weiß, der vorübergehend an der Hochschule für Film und Fernsehen „Konrad Wolf“ lehrte, neben einigen Dokumentar- und Kurzfilmen mit Miraculi 1992 wieder einen Spielfilm realisieren.
Im September 2010 kuratierte Erika Richter für das Berliner Arsenal eine Retrospektive mit Filmen von Ulrich Weiß. 
Weiß wurde in Ferch bestattet.

## Filmografie
- 1968: Paragraph 14
- 1969: Auftrag für morgen
- 1972: Meine Waffen sind nicht gebrochen – nur mein Herze brach
- 1972: Montage ade – ein Brigadier erzählt
- 1972: Zum achtenmal, Teil 6.
- 1975: Potemkin frei
- 1977: Tambari
- 1979: Blauvogel
- 1979: Addio, piccola mia (als Schauspieler)
- 1982: Dein unbekannter Bruder
- 1983: Olle Henry
- 1984: Das Eismeer ruft (als Schauspieler)
- 1992: Miraculi
- 1992: Abstecher

## Auszeichnungen
- 1969: Artur-Becker-Medaille in Silber für Auftrag für morgen (Auszeichnung im Filmkollektiv)
- 1980: Preis der UNICEF beim Internationalen Filmfestival für Kinder- und Jugendfilme in Gijón
- 1982: Anerkennung beim Nationalen Spielfilmfestival der DDR für Dein unbekannter Bruder
- 1985: Max-Ophüls-Preis Saarbrücken: Sonderpreis des Oberbürgermeisters für Olle Henry